# Joseph B. Crowley

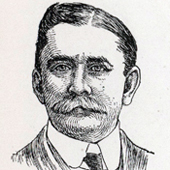
Joseph B. Crowley

Joseph Burns Crowley (* 19. Juli 1858 in Coshocton, Ohio; † 25. Juni 1931 in Robinson, Illinois) war ein US-amerikanischer Politiker. Zwischen 1899 und 1905 vertrat er den Bundesstaat Illinois im US-Repräsentantenhaus.

## Werdegang
Im Jahr 1860 zog Joseph Crowley mit seinen Eltern auf eine Farm nahe Ste. Marie in Illinois; 1872 zog die Familie nach Robinson weiter. Er besuchte die öffentlichen Schulen seiner jeweiligen Heimat. Zwischen 1876 und 1880 war er im Handel tätig. Nach einem anschließenden Jurastudium und seiner 1883 erfolgten Zulassung als Rechtsanwalt begann er in Robinson in diesem Beruf zu arbeiten. Von 1884 bis 1888 war er auch Vorsitzender des Schulausschusses in Robinson. Außerdem übte er zwischen 1886 und 1890 die Funktion des Master in Chancery aus. Gleichzeitig war er Richter im Crawford County. Zwischen 1893 und 1898 fungierte Crowley als Bundesbeauftragter für die Robbenfischerei in Alaska. Politisch war er Mitglied der Demokratischen Partei.
Bei den Kongresswahlen des Jahres 1898 wurde Crowley im 19. Wahlbezirk von Illinois in das US-Repräsentantenhaus in Washington, D.C. gewählt, wo er am 4. März 1899 die Nachfolge von Andrew J. Hunter antrat. Nach drei Wiederwahlen konnte er bis zum 3. März 1905 drei Legislaturperioden im Kongress absolvieren. Seit 1903 vertrat er dort den 23. Distrikt seines Staates. Im Jahr 1904 verzichtete er auf eine weitere Kandidatur.
Nach dem Ende seiner Zeit im US-Repräsentantenhaus praktizierte Joseph Crowley wieder als Anwalt. Zwischen 1912 und 1916 war er Staatsanwalt im Crawford County. Er starb am 25. Juni 1931 in Robinson.